# IOE
IOE (Intake Over Exhaust) (ang. dosł. ssanie ponad wydechem) lub F- head) – forma rozrządu silnika czterosuwowego.
W silniku tego typu zawór (wyjątkowo zawory) ssący znajduje się w głowicy – otwierany jest dźwigną zaworową sterowaną wałkiem rozrządu poprzez popychacz dźwigniowy. Natomiast zawór (wyjątkowo zawory) wydechowy znajduje się w bloku silnika i sterowany jest wałkiem rozrządu bez dźwigni zaworowej a czasem też i bez udziału popychacza.
Jest to rozwiązanie pośrednie pomiędzy silnikiem dolnozaworowym a silnikiem górnozaworowym. Stosowane było we wczesnych motorach marki Harley-Davidson a później również przez inne firmy (także w samochodach np. CJ-3B Jeep 1953-1964, 1966 Land Rover Six).
Rozrząd tego typu zapewniał nieco lepsze napełnianie cylindra ładunkiem (uzyskiwał nieco większe moce i większe wysilenie) niż silnik SV, jednak nie posiadał on ani zalet silnika górnozaworowego (OHV, OHC) ani prostoty silnika dolnozaworowego. To sprawiło, że rozrząd IOE jest w nowych konstrukcjach praktycznie nie stosowany. Rozrząd ten, z uwagi na dość niski stopień sprężania mógł być stosowany jedynie w silnikach iskrowych.